# Stadtbrille

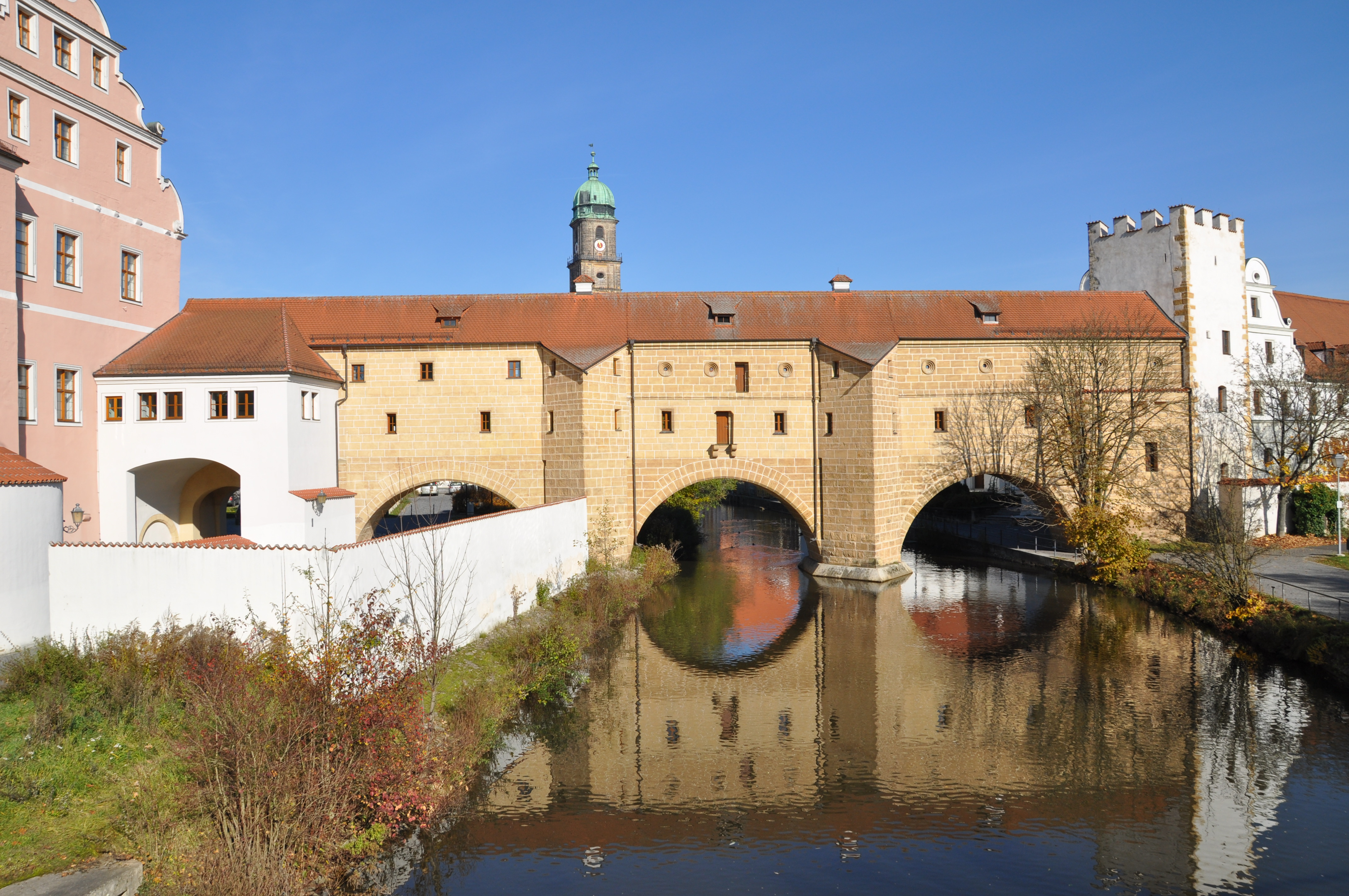
Stadtbrille von Amberg

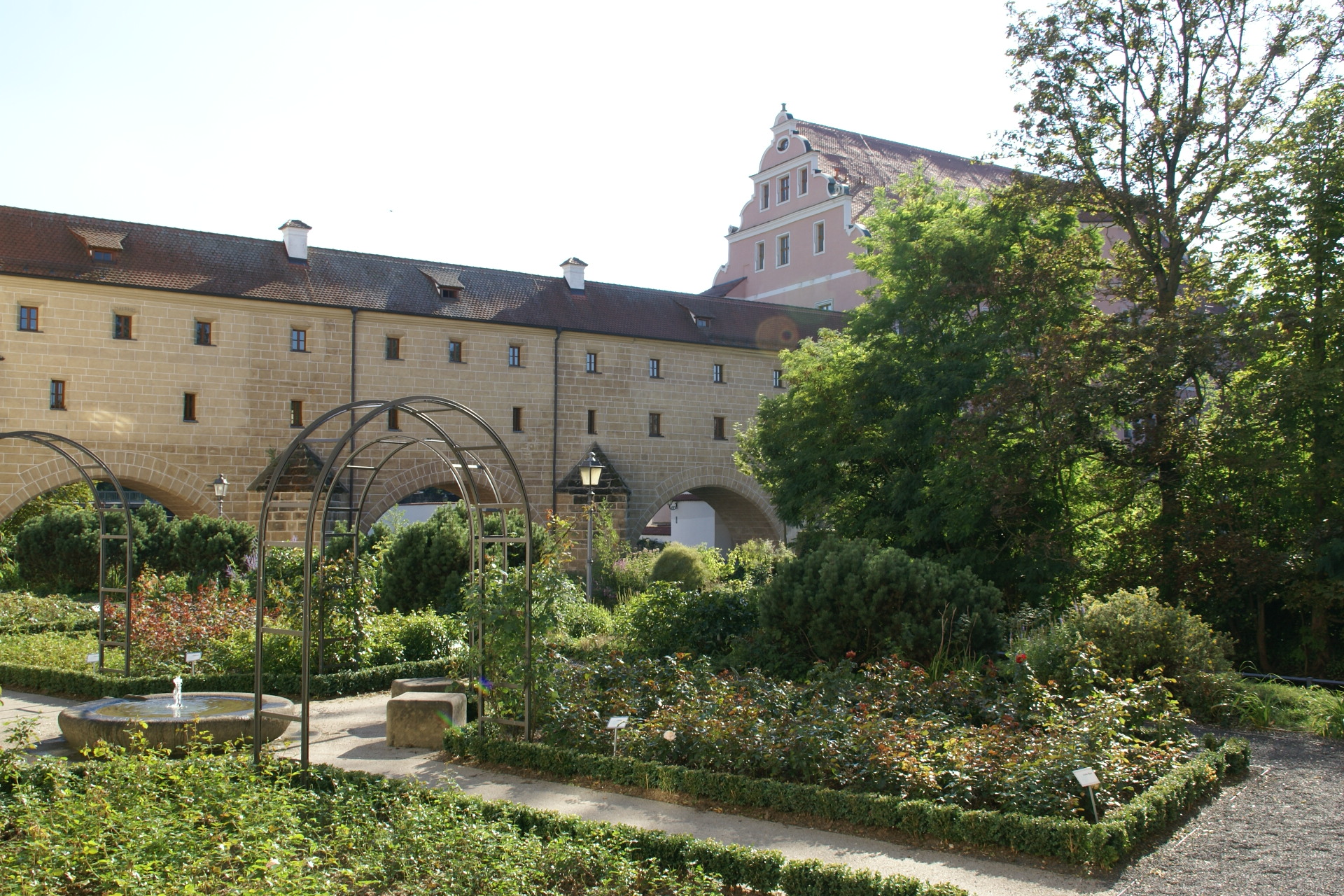
Amberger Stadtbrille von der Innenstadt aus gesehen

Die Stadtbrille ist ein spätmittelalterlicher Wassertorbau in Amberg, der die Vils auf eine Länge von 46 m überspannt.

## Geschichte
Die Errichtung der Stadtbrille kann nicht genau datiert werden, sie ist vermutlich in dem Zeitraum zweite Hälfte des 14. Jahrhunderts bis erste Hälfte des 15. Jahrhunderts entstanden. Erstmals wird sie 1454 als „Gang über die Vils“ erwähnt. Damals mussten die Amberger Bürger dieses Tor mit den beiden angrenzen Türmen an Kurfürst Friedrich abtreten, nachdem sie im sog. Amberger Aufstand vorerst die Huldigung verweigert hatten. Der Kurfürst ließ daraufhin das Kurfürstliche Schloss zu einer Festung ausbauen; dabei wurde der westliche Tor des Wassertorbaus vermauert, das Vilsbett verengt und eine Wehrmauer errichtet. Das westliche Joch wurde in den Schlossbau einbezogen und für Wohn- und Wirtschaftszwecke genutzt. Damals war das Wassertor eingeschossig und besaß über den beiden Mittelpfeilern Türme. Diese sind heute noch im Grundriss der Stadtbrille in Form von fünfeckigen Räumen nachweisbar. 1580 wurde das Wassertor um ein Stockwerk erhöht, wobei das mittlere Joch ein weiteres Geschoss mit Zwerchgiebeln an den Traufseiten und die beiden Pfeiler erkerartige Aufbauten (sog. Welsche Hauben) erhielten. Diese Arbeiten wurden unter Leitung des kurfürstlichen Hofsteinmetzmeisters Hans Hauck durchgeführt. 1698 wurden die Turmaufbauten und das dritte Geschoss wegen Baufälligkeit abgebrochen und die Stadtbrille erhielt ihr heutiges Aussehen.

## Baulichkeit
Das Wassertor ist 16 m hoch und überspannt mit zwei Bögen die durch Amberg führende Vils. Der dritte Bogen ist heute wieder geöffnet und dient als Fußweg über den ehemaligen Stadtgraben. Die Spannweite eines Bogens liegt bei ca. 10 m; die nach vorne spitz zulaufenden Pfeiler bilden die Widerlager. Über die früher turmartig ausgebauten Pfeiler konnten früher Fallgitter bewegt werden, mit denen der Fluss abgesperrt werden konnte.
Das erste Geschoss über den Bögen diente in erster Linie als Verbindungsgang zwischen dem Kurfürstlichen Schloss und dem anschließenden Zeughaus. Hier finden sich teils langgestreckte Räume, die sich mit fünfeckigen oberhalb der Pfeiler abwechseln. Die spitzbogigen Durchgangsöffnungen besitzen gefaste Kanten.
Das darüber liegende und durch ein Gurtgesims getrennte zweite Geschoss war ein Wehrgeschoss, davon zeugen die runden Schießöffnungen für Wallbüchsen. Deren Laibungen sind abgetreppt, was gegen Querschläger schützen sollte. Die beiden versetzt liegenden Rechtecköffnungen im linken Joch waren vermutlich Zugänge zu hölzernen Abtritterkern. Vom Untergeschoss ist dieses im Ostteil durch aus der Erbauungszeit von 1580 stammende Lehmwickeldecken getrennt, im Westteil sind Balken-Bohlen-Decken aus späterer Zeit eingezogen. Am östlichen Ende führt ein schmales Portal in den Zinnenturm.
Das erste Geschoss ist aus Bruchsteinen gemauert, das darüber liegenden Wehrgeschoss ist als Sichtmauerwerk aus behauenen Sandsteinquadern ausgeführt. Im verputzten Untergeschoss wird Steinsichtigkeit durch quaderförmige Linien auf dem Putz vorgetäuscht. Das Steinwerk ist ockerfarben und mit gemalten weißen Fugen gefasst. In dem im Osten anschließenden über Eck gestellten Zinnenturm von 1454 wurde Pulver für das kurfürstliche Zeughaus gelagert. Flankiert wird der Vilsdurchlass auf der Schlossseite durch eine Wehrmauer mit übereinander liegenden T-Scharten.
Das Durchgangsgeschoss wird heute für Ausstellungen genutzt. Es ist allgemein über das Landratsamt, d. h. das Kurfürstliche Schloss, zugänglich.